# NCAA Football 06
NCAA Football 06 è un videogioco sportivo di football americano universitario statunitense prodotto e distribuito da Electronic Arts nel 2005 per le principali console, ovvero PlayStation 2 e Xbox.